# Вакуум-апарат
Вакуум-апарат (рос. вакуум-аппарат, англ. vacuo-apparatus, vacuum pan; нім. Vakuumapparat, Vakuumgerät) -
1. Апарат, у якому випаровують розчини, сушать і фільтрують різні матеріали під тиском, нижчим від атмосферного.
2. Апарат, яким автоматично подають рідке паливо в карбюратор.